# کوربر
کوربر (انگلیسی: Körber) شرکت مهندسی آلمانی است، که در سال ۱۹۸۷ توسط کورت کوربر تأسیس شد.